# قصة الشاب الذي خرج ليعرف ما هو الخوف
حكاية الشاب الذي خرج ليعرف ما هو الخوف (بالألمانية:Märchen von einem, der auszog das Fürchten zu lernen) هي حكاية شعبية خيالية من تجميع الأخوين غريم نُشرت في كتاب «حكايا للأطفال» وتحمل الرقم 4 (KHM 4). في الإصدار الأول كانت تُسمى لعبة البولنج والورق الجيدة (بالألمانية: Gut  Kegel- und Kartenspiel)، لكن تغير اسمها في الإصدار الثالث. تبنى لودفيك بيشتاين الحكاية في كتابه للحكايا الألمانية عام 1853 تحت اسم القشعريرة (بالألمانية: Das Gruseln) وتحمل الرقم 80.
تحكي القصة محاولات عديدة فاشلة لشاب يرغب بتعلم كيفية الشعور بالخوف.
لم يظهر هذا النوع من الحكايات في أي مجموعة أدبية مبكرة، لكنه تأثر بشدة بمغامرة السير لانسلوت والتي تسمى "Les Merveilles de Rigomer" حيث يقضي ليلة في قلعة مسكونة ويخضع تقريبًا لنفس المحن التي واجهها الشباب في حكاية الأخوان غريم.

## المضمون
تحكي القصة عن أب لديه ولدان، الكبير كفء لكن الصغير ساذج. لا يفهم الابن الأصغر ماذا يقصد أخوه والآخرون بالحديث عن أنهم «يرتعشون خوفاً» من شيء ما. عندما يطلب الأب من ابنه الأصغر يومًا أن يتعلم كيف يكسب عيشه، يُعبر الابن عن رغبته باكتشاف ما هي «القشعريرة» ويلّح على والده طالباً منه المساعدة. الأب في حيرة يشكو من معاناته مع ابنه إلى قندلفت الكنيسة. يعرض القندلفت إعطاء الصبي درسًا ويأخذه إلى خدمته. عندما يقرع الصبي أجراس الكنيسة ليلاً، يتنكر القندلفت في هيئة شبح ويحاول إخافته، لكن الصبي يدفع بالشبح المزيف إلى أسفل الدرج، ثم يذهب للنوم غير مبالٍ بما حصل. اكتشفت زوجة القندلفت أن زوجها أصيب بكسر في الساق واشتكت إلى الأب من ذلك، فيقرر الأب إرسال ابنه بعيدًا عن العالم. نظرًا لأن الصبي يستمر في الحديث عن عدم قدرته على الخوف وهو في الطريق، يريه رجل ما مشنقة، ويخبره أنه يمكنه تعلم الخوف هناك، لكن الصبي يشعل ناراً ويربط الموتى المشنوقين فوقها لتدفئتهم. عندما تشتعل النيران في ملابسهم، يعلقهم مرة أخرى وينام - دون أن يكون لديه أي فكرة عن ماهية الخوف. يلتقي بعد ذلك بفترة وجيزة بمالك حانة يخبره عن قلعة مسكونة ومن يكسر لعنتها، بمبيته ثلاث ليال متواصلة فيها، سيزوجه الملك الأميرة، فيذهب الابن هناك. يخبر الابن الملك عن رغبته بخضوع الاختبار، وبعدما أخبره الملك أن بإمكانه طلب ثلاثة أشياء يأخذها معه، يطلب نارًا، مخرطة بلوح تقطيع وسكيناً. في الليلة الأولى تأتي قطتان سوداوان للعب الورق معه، عندما شرعتا بالهجوم عليه تمكن من تلجيمهما باستخدام المخرطة والسكين، بعد ذلك يبدأ سريره بالتجول في أرجاء القصر، فما كان من الفتى إلا أن نام على الأرض دون أن يحرك ساكناً. في الليلة الثانية تطلب منه جثتان بشريتين أن يلعب معهما البولنج، بحماس يوافق الفتى وينحت الجماجم محولاً إياها لكرات لعب. في الليلة الثالثة ينام بجانب جثة في تابوت لتدفئتها، وعندما تحاول الجثة مهاجمه يلقي بها بعيداً. في نهاية الليلة يأتي رجل عجوز ليقتل الصبي، لكن قبل ذلك يطلب منه استعراض قواه. يستغل الفتى عرض القوى فيربط لحية العجوز بنسندان ويبرحه ضرباً حتى وعده الأخير بكنز كبير. بعد انتهاء الليلة الثالثة يعود الفتى ويخبر الملك عن خيبة أمله وعدم تمكنه من تجربة شعور «الإرتعاش خوفاً» والملك مصغٍ له بدهشة. كما جرى الاتفاق يتزوج الفتى من الأميرة بعد أن كسر لعنة القلعة، لكنه بقي يتذمر حول عدم تمكنه من تجربة القشعريرة، فتأخذ الأميرة بنصيحة الخادمة وتجلب دلو ماء بارد من النهر مليء بالأسماك الصغيرة وتسكبه عليه، فيقشعرّ جلده أخيراً.

## أصل القصة
نشر الأخوان غريم الحكاية في الطبعة الثانية من كتاب «حكايا للأطفال» عام 1819. احتوت الطبعة الأولى، التي نشرت عام 1812، على نسخة أقصر بكثير بعنوان «لعبة البولنج والورق الجيدة». كان المصدر المباشر للحكاية هو رواية شخص يدعى فرديناند سيبرت من قرية تريسا بالقرب من مدينة كاسل، كما عرف الأخوان غريم أيضًا العديد من الصياغات المختلفة لهذه الحكاية الواسعة الانتشار.

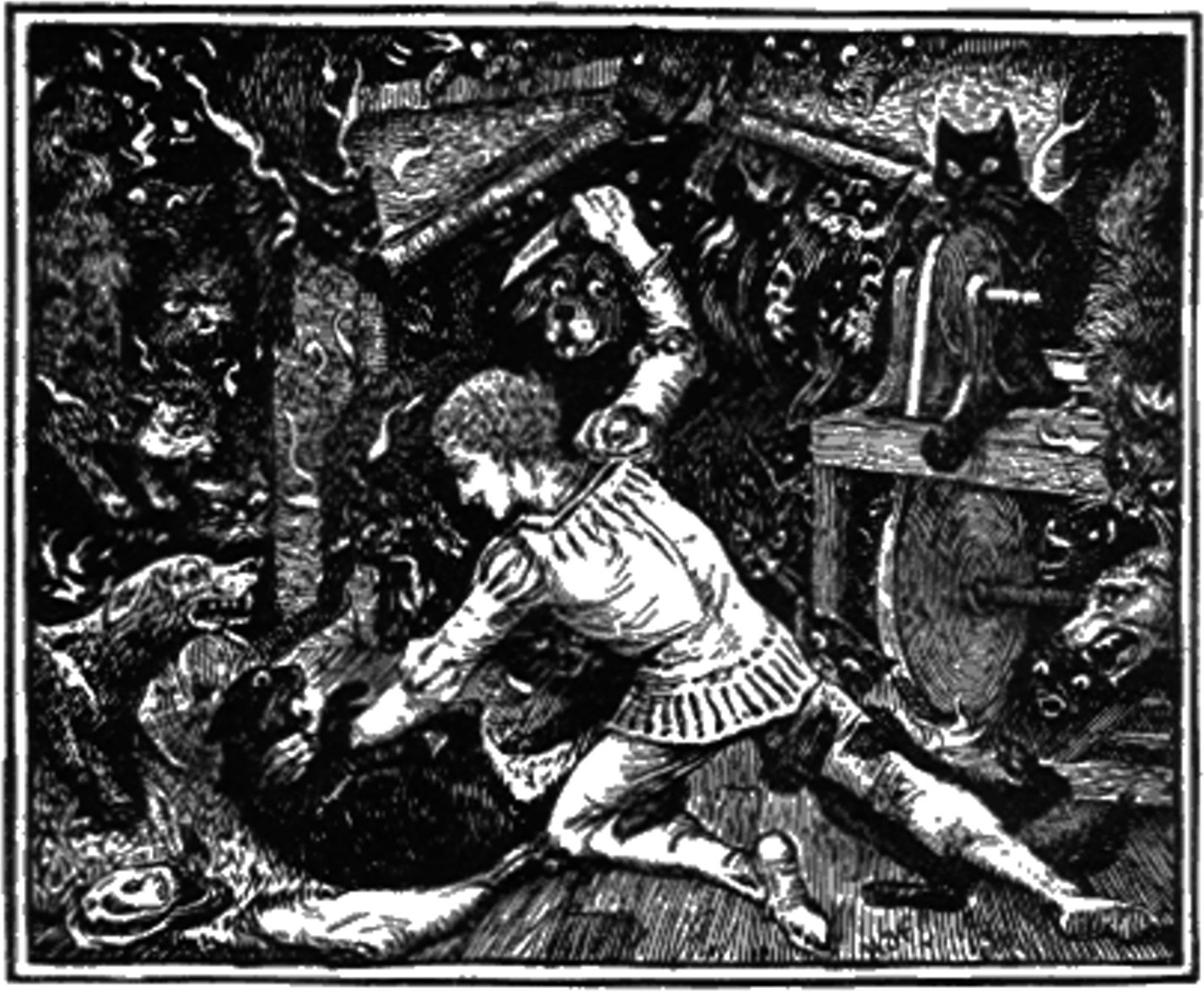
رسوم تصويرية ل ه.ي. فورد 1889
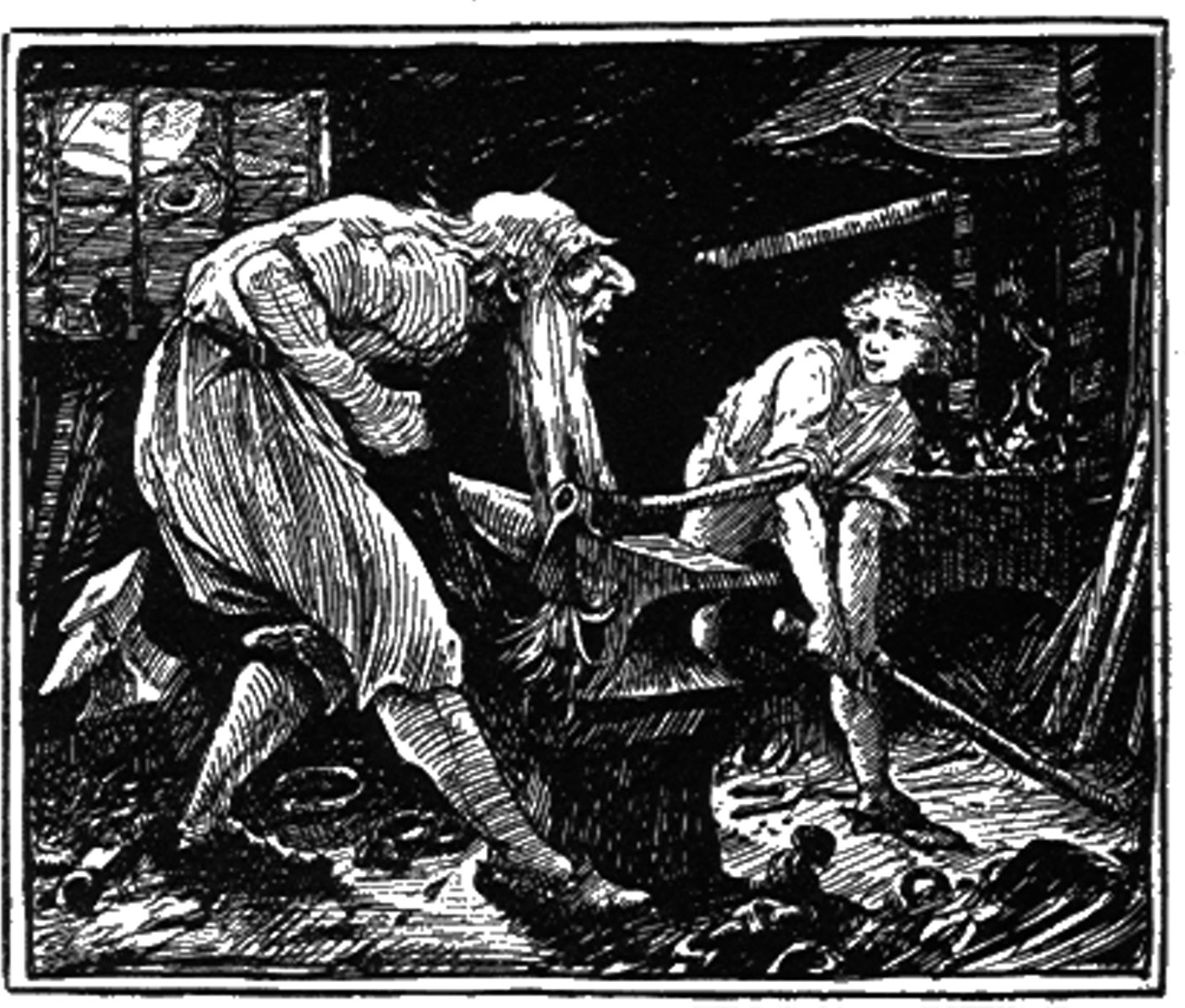
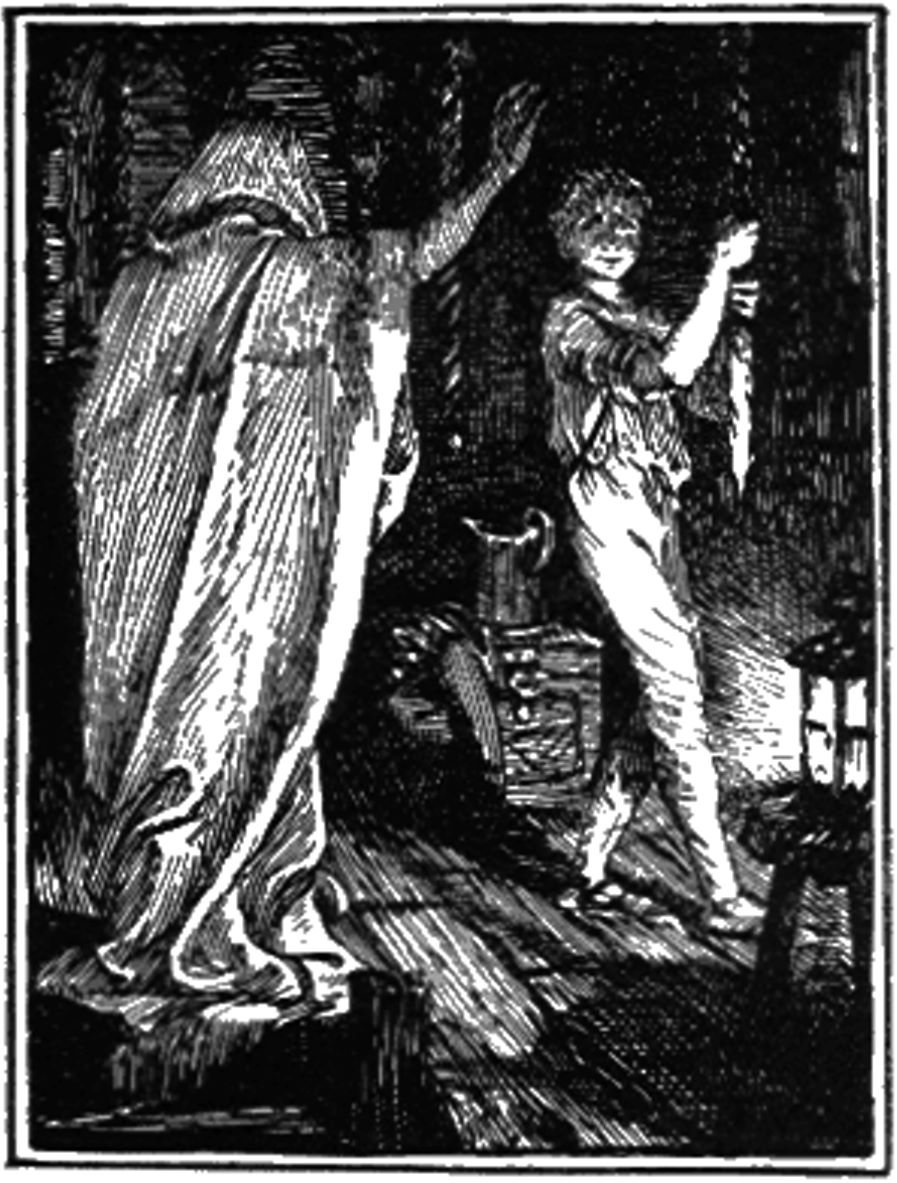